# Bangkok Bank FC
Der Bangkok Bank Football Club (Thai:สโมสรฟุตบอลธนาคารกรุงเทพ) ist ein ehemaliger halbprofessioneller Fußballverein aus der thailändischen Hauptstadt Bangkok, der 1955 gegründet wurde. Zuletzt spielte der Verein in der höchsten thailändischen Spielklasse, der Thailand Premier League, und belegte nach Ende der Saison 2008 den 14. Platz.

## Vereinsgeschichte
Der Name und das Logo leiteten sich von der Bangkok Bank ab. Die Bangkok Bank ist eine der größten Banken des Landes. Sie war gleichzeitig Vereinseigner, Namensgeber und Sponsor des Vereins. Der FC Bangkok Bank ist mit 12 Meisterschaften einer der erfolgreichsten Vereine des Landes.
Nach einem völlig überraschenden und enttäuschenden 14. Platz am Ende der Saison 2008 stieg der Verein in die 2. Liga ab. Seit Einführung der Thailand Premier League 1996 gehörte der Verein immer der 1. Liga an.
Im Dezember 2008 wurde bekannt, dass der Verein Bangkok Bank FC aufgelöst wird. Neben dem Abstieg in die 2. Liga Thailands dürfte einer der Hauptgründe gewesen sein, dass die neuen Ligaauflagen für den Verein nur schwer zu realisieren gewesen wären.
Diese neuen Auflagen wurden eingeführt im Zuge des Vision Asia Projektes der AFC.

## Stadion
- 2007 trug der Verein seine Heimspiele im King Mongkut's Institute of Technology Ladkrabang Stadium in Bangkok aus. Das Stadion hat ein Fassungsvermögen von 3.500 Zuschauern
- 2007 bis 2008 trug der Verein seine Heimspiele im Bangkok Bank Football Field (Udomsuk) in Bangkok aus. Das Stadion hat ein Fassungsvermögen von 2.000 Zuschauern

### Spielstätten seit 2007
| Saison      | Stadion | Stadionname                                               | Standort             | Kapazität | Eigentümer                                         | Koordinaten                       |
| ----------- | ------- | --------------------------------------------------------- | -------------------- | --------- | -------------------------------------------------- | --------------------------------- |
| 2007        |         | King Mongkut's Institute of Technology Ladkrabang Stadium | Lat Krabang, Bangkok | 3500      | King Mongkut’s Institute of Technology Lat Krabang | 13° 43′ 49,2″ N, 100° 46′ 19,6″ O |
| 2007 – 2008 |         | Bangkok Bank Football Field (Udomsuk)                     | Bangkok              | 2000      | Bangkok Bank                                       | 13° 40′ 49,3″ N, 100° 38′ 51,5″ O |

## Vereinserfolge
- Thailand Premier League: 1964, 1966, 1967, 1969, 1970, 1981, 1984, 1986, 1989, 1994, 1995/96, 1996/97[1]

- Queen’s Cup: 1970, 1983, 2000

- FA Cup: 1980, 1981, 1998, 1999

- Kor Royal Cup: 1964, 1966, 1967, 1981, 1984, 1986, 1989, 1994

## Ehemalige Spieler
Siehe Fußballspieler Bangkok Bank.

## Trainer seit 1990
| Name                  | Zeit bei Bangkok Bangk FC | Zeit bei Bangkok Bangk FC |
| Name                  | von                       | bis                       |
| --------------------- | ------------------------- | ------------------------- |
| Chatchai Paholpat     | 1990                      | 1992                      |
| Withaya Laohakul      | 1. Juli 1995              | 30. Juni 1997             |
| Chalermwoot Sa-ngapol | 1999                      | 2000                      |
| Wisoon Wichaya        | 2001                      | 2002                      |
| Chalermwoot Sa-ngapol | 2002                      | 2005                      |
| Anant Amornkiat       | 2006                      | 2007                      |
| Apiruck Sriaroon      | 2007                      |                           |
| Wisoon Wichaya        | 2008                      |                           |

## Saisonplatzierung
| Saison      | Liga                | Liga  | Liga   | Liga | Liga | Liga | Liga  | Liga   | Liga     | Pokal (national) | Pokal (national) | Pokal (international)   |
| Saison      | Liga                | Level | Spiele | S    | U    | N    | Tore  | Punkte | Position | FA Cup           | Queen’s Cup      | Asian Club Championship |
| ----------- | ------------------- | ----- | ------ | ---- | ---- | ---- | ----- | ------ | -------- | ---------------- | ---------------- | ----------------------- |
| 1996 / 1997 | Thai Premier League | 1     | 34     | 17   | 11   | 6    | 54:34 | 62     | 3.       |                  |                  |                         |
| 1997        | Thai Premier League | 1     | 22     | 11   | 5    | 6    | 34:23 | 38     | 3.       |                  |                  | 1. Runde                |
| 1998        | Thai Premier League | 1     | 22     | 6    | 13   | 3    | 33:27 | 31     | 5.       | Sieger           |                  |                         |
| 1999        | Thai Premier League | 1     | 22     | 7    | 7    | 8    | 22:21 | 28     | 8.       |                  |                  |                         |
| 2000        | Thai Premier League | 1     | 22     | 6    | 7    | 9    | 14:23 | 25     | 9.       |                  | Sieger           |                         |
| 2001 / 2002 | Thai Premier League | 1     | 22     | 9    | 8    | 5    | 21:17 | 35     | 3.       |                  |                  |                         |
| 2002 / 2003 | Thai Premier League | 1     | 18     | 6    | 10   | 2    | 31:26 | 28     | 4.       |                  |                  |                         |
| 2003 / 2004 | Thai Premier League | 1     | 18     | 7    | 5    | 6    | 28:21 | 26     | 6.       |                  |                  |                         |
| 2004 / 2005 | Thai Premier League | 1     | 18     | 5    | 5    | 8    | 25:28 | 20     | 8.       |                  |                  |                         |
| 2006        | Thai Premier League | 1     | 22     | 10   | 4    | 8    | 26:28 | 34     | 5.       |                  |                  |                         |
| 2007        | Thai Premier League | 1     | 30     | 10   | 14   | 6    | 28:23 | 44     | 7.       |                  |                  |                         |
| 2008        | Thai Premier League | 1     | 30     | 6    | 11   | 13   | 23:35 | 29     | 14. ▼    |                  |                  |                         |

## Erläuterungen / Einzelnachweise
1. ↑  rsssf.org: Übersicht der Sieger